# 倪征𣋉
倪征燠（1906年7月—2003年9月3日），字哲存，男，江苏吴江人，中国國際法學家，曾任國際法院法官。

## 生平

### 教学与审判
1906年7月，倪征𣋉生于江蘇省苏州府吳江縣黎里镇（今江苏省苏州市吴江区黎里镇）。在家乡念完小学之后，1919年赴上海读中学和大学。他曾在澄衷学堂和沪江大学附中学习，1923年至1924年在沪江大学文科专业学习。1928年自东吴大学法学院毕业。1929年，获美国斯坦福大学法学博士学位，随后任美国霍普金斯大学法学研究所荣誉研究员。
1930年，倪征𣋉回到上海，此后在东吴大学法学院、持志大学、大夏大学、中国公学兼课，并且兼任律师事务所律师。1933年起，任江苏上海第一特区地方法院推事，直到1941年珍珠港事件后，上海的外国租界遭到日本及汪精卫政权侵占，乃离上海赴重庆。1943年起，任重庆地方法院院长。
1945年至1946年，赴美国、英国、法国考察司法制度及审判。1946年至1948年，作为日本东京的远东国际军事法庭国际检察组成员、中国检察组首席顾问，参与审判日本甲级战犯的工作。其中两名甲级战犯板垣征四郎、土肥原贤二由倪征𣋉直接负责公诉。
1948年底至1956年4月，历任上海东吴大学法学院教授、法律系主任、教务长，上海同济大学图书馆主任兼俄文教师。

### 外交部条约委员会

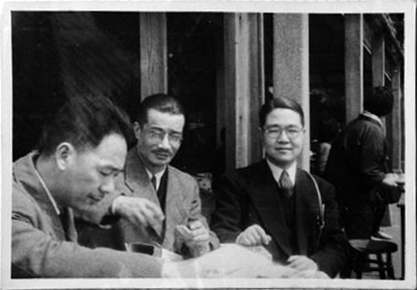
东京的远东国际军事法庭审判期间，倪征𣋉（右）、梅汝璈（中）等人在一起

1956年上半年，倪征𣋉被选为外交部条约委员会专门委员，进入外交部工作。从1956年至1981年，先后任外交部条约委员会专门委员、条约法律司（简称“条法司”）法律顾问。1957年春，在中共开展的整风运动中，倪征𣋉在外交部条约委员会的整风会上发言较为温和，但在中国政治法律学会举办的几次座谈会上，由于一些政法界人士和教授发言称，中国对法制重视不足，言辞和气氛较激烈；倪征𣋉也受到影响，后来在中国政治法律学会的一次会议上，发言提出三个抢救，即抢救人、抢救书、抢救课程。后来，整风运动转入反右，在运动收尾阶段，外交部条约委员会的一次全体会议上，主持人指出，“倪委员在这次整风运动中的发言，也够得上右派言论，但考虑到你工作勤勤恳恳，认真负责，生活作风严谨正派，这次就不作处理了。”
1958年8月，周鲠生、刘泽荣、倪征𣋉应召到北戴河见毛泽东和周恩来，为两位领导做有关领海宽度和领海法律制度等问题的咨询，共计2小时。三位专家认为，中国应以12海里为领海宽度。1958年9月，中华人民共和国政府颁布《中华人民共和国关于领海的声明》，第一条宣布“中华人民共和国的领海宽度为12海里”。自此，中国有了法定领海宽度。1959年，外交部推荐倪征𣋉当全国政协委员。
文化大革命开始后，外交部条约委员会受到影响较小，倪征𣋉等人还经常上班。1969年下半年，林副主席指示第一号令发布后，大批干部下放，外交部的专家们也被下放。倪征𣋉是当时外交部唯一留下工作的老专家，一同留下的还有外交部条法司的三位干部，组成了条法司的留守小组（设在领事司）。后来，条法司和领事司合并为外交部领事条法司。此后，条法司从领事司抽出，与国际司合并，称国际条法司。其间，倪征𣋉作为中国代表团法律顾问（有时用高级顾问的名义）参加了历次联合国海底委员会及随后的海洋法会议，会议一般在纽约联合国总部或日内瓦联合国欧洲分部举行，倪征𣋉在中国代表团负责法律与外文的咨询及把关工作。1972年底，倪征𣋉作为中国代表团顾问，参加了第27届联合国大会会议。
1981年1月，海洋法会议的起草委员会在纽约单独先行召开会议，对近十年的谈判形成的统一案文进行最后定稿。中文、英文、法文、西班牙文、俄文五种文字各由一位协调员（coordinator）负责，协调员由使用该文字的国家代表选出。中文协调员为倪征𣋉，中文协调员助理为厉声教，二人一同到纽约开会。会前，倪征𣋉、厉声教、王铁崖、张鸿增在中国国内组成了一个小组，对中文本进行了修订。会上主要讨论的是英文本，中文本则无人提出异议。在英文定稿事宜上，倪征𣋉在会上积极发言，很好地完成了任务。
倪征𣋉在十年的国际海洋法会议上，特别是在1981年会议上的出色表现，为其1981年底在第36届联合国大会上当选为联合国国际法委员会委员，以及1984年底当选为联合国国际法院法官，创造了良好条件。1982年，倪征𣋉加入中国共产党。从1982年起，倪征𣋉担任外交部法律顾问。

### 国际法院法官
国际法院为联合国的主要司法机构，1946年4月成立于荷兰海牙。國際法院的法官須由成員國選舉產生，但按照慣例，安理會五個常任理事國通常各分配一個法官席位。中华民国的徐谟、顾维钧曾相繼擔任国际法院法官。但顾维钧1967年任满退休後，中華民國政府以及繼承其席位的中華人民共和國政府均沒有提出繼任人選。中华人民共和国改革开放后，1984年是国际法院法官改选年，中华人民共和国参加竞选，外交部向所有建交国发出照会，提名倪征𣋉参加竞选，希望得到各国支持。中华人民共和国各驻外使馆及常驻联合国代表团也为此进行了努力。
1984年11月，倪征𣋉在联合国安全理事会及第39届联合国大会均以绝对多数票当选国际法院法官，任期九年。不久，中国国际法学会在北京的国际俱乐部办庆贺会，会长宦乡在会上宣读了国务院总理赵紫阳的贺信，信中称：“你是新中国成立35年来首次参加国际法院法官竞选并当选的中国籍法官，你具有国际法的渊博学识和多年从事法律工作的丰富经验，定能胜任这一重要职务。”“我深信，你作为中华文明和中国法系的代表参加国际法院的工作，务将同国际其他法官一道，按照联合国宪章和国际法原则，为伸张国际正义和公道，和平解决国际争端，维护国际法律秩序，作出卓越的贡献。”外长吴学谦在会上致词：“倪教授的顺利当选，引起了世界各国和法学界的普遍重视。它表明中国作为一个世界大国，不仅在政治上、经济上，而且在法律上正在越来越多地参与国际事务，发挥自己的应有作用。”
1987年，倪征𣋉当选为国际法研究院联系院士，1991年转为正式院士。1994年，倪征𣋉卸任国际法院法官，从海牙返回中国。1994年，倪征𣋉退休。
倪征𣋉是第三、四、五、六届全国政协委员，中国国际法学会、中国海洋法学会会长、名誉会长，中国国际贸易促进委员会海事仲裁委员会仲裁员，对外经济贸易仲裁委员会仲裁员、顾问。
2003年9月3日，倪征𣋉在北京病逝，享年97岁。

## 著作
- 《法律的進化》，1929年
- 《法律的假設性》，1931年
- 《美國和英國的司法制度》，1947年
- 《國際法中的司法管轄問題》，1964年
- 《船舶碰撞事件中的法律問題》，1965年
- 《領海寬度問題的歷史和現狀》，1971年
- 《關於水域劃界問題的實踐》，1971年
- 《關於國際海底的法律制度》，1972年
- 《領海上空的法律地位》，1976年
- 《關於外層空間的國際法問題》，1982年
- 《關於國家管轄豁免的理論和實踐》，1983年

## 家庭
- 妻：张凤桢，博士
- 女儿：倪乃先，曾为清华大学篮球队队员
  - 女婿：白金申，中国篮球界名人[1]